# Pascasio di Arles
Pascasio di Arles, in francese Paschase, latino Paschasius (VI secolo – Arles, 588), è stato un arcivescovo francese che resse l'arcidiocesi di Arles per brevissimo tempo, meno di un anno, nel 588.

## Biografia
Pascasio compare sui distici episcopali ma non è conosciuto e il suo stesso episcopato è messo in dubbio da alcuni storici. Klingshirn, per esempio, nella sua opera su Cesario di Arles, citando san Gregorio di Tours, sostiene che l'esistenza del vescovo Pascasio non ha fondamento storico. e la Gallia christiana novissima non cita alcun testo che ne parli. Al contrario Henri Bordier, nella sua Histoire ecclésiastique des Francs, riferisce che Pascasio avrebbe potuto benissimo essere stato, sia pur per brevissimo tempo, arcivescovo di Arles fra Licerio e san Virgilio d'Arles
Parimenti, Charles-Louis Richard segnala che Virgilio sarebbe potuto succedere a Pascasio e non a Licerio.
In ogni caso, anche se il suo episcopato ha avuto veramente luogo, esso è durato meno di un anno tra la morte per peste di Licerio e la nomina di Virgilio, entrambi gli eventi verificatisi nel 588, in pieno sviluppo della pestilenza.